# ホセ・ダニエル・バレンシア
ホセ・ダニエル・バレンシア（José Daniel Valencia, 1955年10月3日 - ）は、アルゼンチン・フフイ州サン・サルバドール・デ・フフイ出身の元同国代表サッカー選手。ポジションはミッドフィールダー。